# BE Circuit 2020
Der BE Circuit 2020 war die 34. Auflage dieser europäischen Turnierserie im Badminton.

## Die Wertungsturniere
| Termin                 | Turnier                              | Austragungsort   | Typ                     |
| ---------------------- | ------------------------------------ | ---------------- | ----------------------- |
| 9.–12. Januar 2020     | Estonian International 2020          | Tallinn          | International Series    |
| 16.–19. Januar 2020    | Swedish Open 2020                    | Uppsala          | International Series    |
| 23.–26. Januar 2020    | Iceland International 2020           | Reykjavík        | Future Series           |
| 19.–22. Februar 2020   | Austrian Open 2020                   | Wien             | International Challenge |
| 26.–29. Februar 2020   | Slovak Open 2020                     | Trenčín          | Future Series           |
| 12.–15. März 2020      | KaBaL International abgesagt         | Karviná          | International Series    |
| 26.–29. März 2020      | Polish Open abgesagt                 | Krakau           | International Challenge |
| 2.–5. April 2020       | Finnish Open abgesagt                | Vantaa           | International Challenge |
| 8.–11. April 2020      | Dutch International abgesagt         | Wateringen       | International Series    |
| 7.–10. Mai 2020        | Denmark International abgesagt       | Farum            | International Challenge |
| 13.–16. Mai 2020       | Slovenian International abgesagt     | Medvode          | International Series    |
| 4.–7. Juni 2020        | Lithuanian International abgesagt    | Panevėžys        | Future Series           |
| 10.–13. Juni 2020      | German International abgesagt        | Bonn             | Future Series           |
| 18.–21. Juni 2020      | Styrian International abgesagt       | Graz             | Future Series           |
| 16.–19. Juli 2020      | Azerbaijan International abgesagt    | Baku             | International Challenge |
| 10.–13. August 2020    | Bulgarian Open abgesagt              | Sofia            | International Series    |
| 28.–30. August 2020    | Latvia International 2020 verlegt    | Jelgava          | Future Series           |
| 3.–6. September 2020   | Kharkiv International abgesagt       | Charkiw          | International Series    |
| 9.–12. September 2020  | Belgian International abgesagt       | Löwen            | International Challenge |
| 17.–20. September 2020 | Polish International abgesagt        | Rzeszów          | International Series    |
| 23.–26. September 2020 | Croatian International abgesagt      | Zagreb           | Future Series           |
| 23.–26. September 2020 | Spanish International abgesagt       | Madrid           | International Challenge |
| 2.–4. Oktober 2020     | Bulgarian International 2020         | Sofia            | Future Series           |
| 8.–11. Oktober 2020    | Cyprus International abgesagt        | Nicosia          | Future Series           |
| 15.–18. Oktober 2020   | Czech Open abgesagt                  | Brünn            | International Series    |
| 21.–24. Oktober 2020   | Israel International abgesagt        | Chazor Aschdod   | Future Series           |
| 28.–31. Oktober 2020   | Hungarian International abgesagt     | Budaörs          | International Series    |
| 5.–8. November 2020    | Portugal International 2020 verlegt  | Caldas da Rainha | International Series    |
| 5.–8. November 2020    | Norwegian International abgesagt     | Sandefjord       | International Series    |
| 11.–14. November 2020  | Irish Open abgesagt                  | Dublin           | International Series    |
| 19.–22. November 2020  | Scottish Open abgesagt               | Glasgow          | International Challenge |
| 19.–22. November 2020  | Slovenia Future Series abgesagt      | Brežice          | Future Series           |
| 25.–28. November 2020  | Welsh International abgesagt         | Cardiff          | International Series    |
| 25.–29. November 2020  | St. Petersburg White Nights abgesagt | Gattschina       | International Challenge |
| 3.–6. Dezember 2020    | Italian International abgesagt       | Mailand          | International Challenge |
| 14.–17. Dezember 2020  | Turkey Open abgesagt                 | Ankara           | International Series    |